# Šestnajsta egipčanska dinastija
Šestnajsta egipčanska dinastija je bila dinastija faraonov, ki so 70 let (okoli 1650-1580 pr. n. št.) vladali v tebanski regiji Gornjega Egipta.
Šestnajsta dinastija se skupaj s Petnajsto in Sedemnajsto dinastijo združuje v skupino z imenom Drugo vmesno obdobje Egipta. V tem obdobju je bil Egipt razdeljem med faraone v Tebah in hiške kralje Petnajste dinastije s sedežem v Avarisu.

## Identifikacija
Šestnajste dinastija je opisana v dveh različicah Manetonove Egiptiake (Zgodovina Egipta). Bolj zanesljiva  je različica Siksta Julija Afričana, katero podpira Jurij Sinkel, da so bili dinastija  »pastirskih kraljev« (Hiksi), Evzebij Cezarejski pa trdi, da so bili Tebanci.
V rekonstruiranem Torinskem seznamu kraljev se obravnavajo kot tebanski kralji, ki so ustanovili Manetonovo Šestnajsto dinastijo. Takšna obravnava je po mnenju nekaterih egiptologov vprašljiva, ker so dokazi premalo prepričljivi.

## Zgodovina
V nadaljevanju vojne med Šestnajsto in Petnajsto dinastijo  je slednja začela osvajati mesto za mestom in ozemlje svojega južnega sovražnika ter postopoma ogrozila in nazadnje osvojila same Tebe. Egiptologinja Kim Ryholt v svoji študiji o drugem vmesnem obdobju Egipta trdi, da je Dedumoz I. v zadnjih letih vladanja zaprosil za premirje. Zgleda, da je bil eden od njegovih predhodnikov,  Nebirirav I., uspešnejši od njega in da je Gornji Egipt med njegovo vladavino doživljal obdobje miru.
Lakota, ki je prizadela Gornji Egipt med pozno Trinajsto in Štirinajsto dinastijo, se je nadaljavala tudi med Šestnajsto dinastijo. Najhujša je bila pod Neferhotepom III. in po njem.

## Kralji
Zgodovinarji in egiptologi sp predlagali različne sezname in vrstne rede vladarjev Šestnajste dinastije. Seznami se v grobem delijo v dve kategoriji: tisto, ki predpostavlja, da so bili vladarji Šestnajste dinastije vazali Hiksov, in tisto, ki trdi, da so bili neodvisni vladarji Tebanskega kraljestva. Prvo teorijo zagovarjata Jürgen von Beckerath in Wolfgang Helck,   drugo pa je pred kratkim predlagala Kim Ryholt.

### Vazali Hiksov
Tradicionalni seznam vladarjev Šestnajste dinastije temelji na prepričanju, da so bili vazali Hiksov, ker so imeli nekateri semitska imena, na primer Semken in Anater. Seznami se od znanstvenika do znanstvenika razlikujejo. Prikazani seznam Petnajste in Šestnajste dinastije je povzet po knjigi Jürgena von Beckeratha  Handbuch der ägyptischen Königsnamen (Priročnik egipčanskih kraljevskih imen). Wolfgang Helck, ki je tudi prepričan, da so bili vladarji vazali Hiksov, je predlagal nekoliko drugačen seznam. Časovno zaporedje vladarjev je zelo nezanesljivo.
| Ime kralja | Datumi | KOmentar                                                                                 |
| ---------- | ------ | ---------------------------------------------------------------------------------------- |
| Anather    |        | Morda princ iz Petnajste dinastije ali kanaanski poglavar, sodobnik Dvanajste dinastije. |
| Aperanat   |        | Morda iz zgodnje Petnajste dinastije.                                                    |
| Semken     |        | Morda iz zgodnje Petnajste dinastije.                                                    |
| Sakirhar   |        | Morda iz zgodnje Petnajste dinastije.                                                    |
| Apepi I.   |        | Morda istoveten s hiškim vladarjem Apepijem.                                             |
| Šeši       |        | Morda iz zgodnje Štirinajste dinastije.                                                  |
| Jakubher   |        | Morda iz pozne Štirinajste dinastije.                                                    |
| Jamu       |        |                                                                                          |
| Jakbim     |        |                                                                                          |
| Amu        |        |                                                                                          |
| Pepi III.  |        |                                                                                          |
| Hepu       |        |                                                                                          |
| Anati      |        |                                                                                          |
| Bebnum     |        |                                                                                          |
| Nebmaatre  |        | Morda iz Sedemnajste dinastije.                                                          |
| Ahotepre   |        | Morda istoveten z Ammujem.                                                               |
| Anetrire   |        |                                                                                          |
| Meribre    |        |                                                                                          |
| Nubankhre  |        | Vladanje je sporno.                                                                      |
| Nikare II. |        | Vladanje je sporno.                                                                      |
| [...]kare  |        |                                                                                          |
| [...]kare  |        |                                                                                          |
| [...]kare  |        |                                                                                          |
| Šarek      |        |                                                                                          |
| Vazad      |        | Morda iz Štirinajste dinastije.                                                          |
| Kareh      |        | Morda Kareh iz Štirinajste dinastije.                                                    |
| Šeneh      |        | Zelo verjetno Šeneh in ne Šenes; morda iz Štirinajste dinastije.                         |
| Inek       |        |                                                                                          |
| 'A[...]    |        |                                                                                          |
| Apepi I.   |        |                                                                                          |
| Hibe       |        |                                                                                          |
| Aped       |        | Branje nezanesljivo.                                                                     |
| Hapi       |        |                                                                                          |
| Šemsu      |        |                                                                                          |
| Meni[...]  |        |                                                                                          |
| Verka      |        |                                                                                          |

### Neodvisno Tebansko kraljestvo
Danski egiptolog Kim Ryholt v svoji študiji Drugega vmesnega obdobja Egipta trdi, da so bili vladarji Šestnajste dinastije neodvisni kralji Tebanskega kraljestva. Po njegovi rekonstrukciji Torinskega seznama kraljev je s to dinastijo povezanih petnajst faraonov. Več faraonov je dokazanih v primarnih virih. Večina faraonov je nejverjetneje vladala iz Teb, drugi pa iz drugih mest Gornjega Egipta, vključno z Abidosom, El Kabom in Edfujem.  Do Nebiriaua I. je kraljestvo segalo na sever najmanj do Huja in na jug do Edfuja. Na Torinski seznam kraljev ni uvrščen Vepuavetemsaf, ki je v Abidosu postavil stelo in je bil verjetno mali lokalni kralj iz Abidoške dinastije.
Ryholtv seznam faraonov Šestnajste dinastije je prikazan v naslednji preglednici. Drugi egiptologi, med njimi Helck, Vandersleyen in Bennett,  nekatere od njih vključujejo v Sedemnajsto dinastijo. Vladarji v naslednji preglednici so razvrščeni po verjetnem časovnem zaporedju.
| Ime                                  | Datumi                | Komentar                                                                    |
| ------------------------------------ | --------------------- | --------------------------------------------------------------------------- |
| neznan vladar                        | 1649–1648 pr. n. št.  | Ime izgubljeno zaradi poškodovanjega Torinskega seznama kraljev.            |
| Sekhemre Sementavi Džehuti           | 1648–1645 pr. n. št.  |                                                                             |
| Sekhemre Seusertavi Sobekhotep VIII. | 1645–1629 pr. n. št.  |                                                                             |
| Sekhemre Seankhtavi Neferhotep III.  | 1629–1628 pr. n. št.  |                                                                             |
| Seankhenre Mentuhotepi               | 1628–1627 pr. n. št.  |                                                                             |
| Sevadženre Nebirirav I.              | 1627–1601 pr. n. št.  |                                                                             |
| Nebirirav II.                        | 1601 pr. n. št.       |                                                                             |
| Semenre                              | 1601–1600 ppr. n. št. |                                                                             |
| Seuserenre Bebiank                   | 1600–1588 pr. n. št.  |                                                                             |
| Sekhemre Šedvaset                    | 1588 pr. n. št.       |                                                                             |
| neznan vladar                        | 1588–1582 pr. n. št.  | Pet vladarjev izgubljenih zaradi poškodovanjega Torinskega seznama kraljev. |

Kim Ryholt je v tebansko dinastijo vključil še nekaj vladarjev, katerih kronološki položaj ni zanesljiv. Vladarji bi lahko ustrezali zadnjim petim izgubljenim kraljem s Torinskega seznama kraljev.
| Ime                      | Datumi | Komentar                                    |
| ------------------------ | ------ | ------------------------------------------- |
| Džjedhotepre Dedumose I. |        | Morda poskušal skleniti mir s Hiksi.        |
| Džedneferre Dedumose II. |        |                                             |
| Džedankre Montemsaf      |        |                                             |
| Merankre Mentuhotep VI.  |        |                                             |
| Seneferibre Senusret IV. |        | Zapustil svoj kolosalni spomenik v Karnaku. |